# Cumella polita
Cumella polita är en kräftdjursart som beskrevs av Jones 1984. Cumella polita ingår i släktet Cumella och familjen Nannastacidae. Inga underarter finns listade i Catalogue of Life.